# رافشان
طارق جونستون ، المعروف باسم رافشان (المعروف سابقًا باسم RUSSIAN ) ، هو منتج أسطوانات جامايكي ورجل أعمال. رافشان هو مؤسس Head Concussion Records ، وهي شركة إنتاج موسيقى تقع في كينغستون ، جامايكا . يشتهر رافشان بتعاونه مع فنانين مثل فايبز كارتيل و باد باني وأنويل أأ وراو أليخاندرو و ديماركو و شاغي وجويس ورلد وكريس براون و كليفر و فرينش مونتانا وبوست مالون وكاردي بي وتايغا وواي جي وكارلوس سانتانا .